# Oliver Wolcott Jr.
Oliver Wolcott Jr. (ur. 11 stycznia 1760, zm. 1 czerwca 1833) – amerykański polityk i finansista.
W 1795 roku z nominacji prezydenta George’a Washingtona został sekretarzem skarbu. Funkcję tę pełnił również przez jakiś czas w gabinecie prezydenta Johna Adamsa. Ustąpił 31 grudnia 1800 roku.
W latach 1817–1827 piastował stanowisko gubernatora stanu Connecticut, na którym wcześniej zasiadał również jego ojciec, Oliver Wolcott.